# Ignacy Piłat I
Ignacy Piłat I (ur. ?, zm. ?) – w latach 1591–1597 100. syryjsko-prawosławny Patriarcha Antiochii. 